# PUM3
PUM3‏ (Pumilio RNA binding family member 3) هوَ بروتين يُشَفر بواسطة جين PUM3 في الإنسان.